# Wendy Schaal
Pour les articles homonymes, voir Schaal.
Wendy Schaal est une actrice américaine née le 2 juillet 1954 à Chicago, dans l'Illinois (États-Unis). Elle est surtout connue pour le rôle de Julie dans la cinquième saison de L'Île fantastique, pour ses apparitions dans quatre films de Joe Dante, et pour prêter sa voix au personnage de Francine Smith dans la série animée American Dad! depuis 2005.

## Biographie
Wendy Schaal est la fille de Lois Treacy et de l'acteur Richard Schaal (1928-2014). Elle débute à l'âge de 21 ans avec un petit rôle dans le film En route pour la gloire (1976), et dans deux épisodes de la sitcom Rhoda, dont l'héroïne est Valerie Harper, alors mariée au père de Wendy.
En 1985, elle tient le premier rôle féminin du film de science-fiction Créature, avec Klaus Kinski. Le réalisateur Joe Dante l'engage ensuite dans quatre films : L'Aventure intérieure (1987), Les banlieusards avec Tom Hanks (1989), le téléfilm Runaway Daughters (1994)  et Small Soldiers (1998). Il l'a aussi dirigée dans un épisode de la série Histoires fantastiques en 1986.
À la télévision, elle a tenu des rôles réguliers dans les sitcoms It's a Living (1980-1981) et Good Grief (1990-1991), ainsi que dans la saison 5 de L'Île fantastique, où elle tenait le rôle de Julie, la filleule et assistante de M. Roarke.
Elle est aussi apparue en tant que guest-star dans des épisodes de nombreuses séries culte comme La Petite Maison dans la prairie (1979), Happy Days (1982), La croisière s'amuse (1982-83), K 2000 (1985), L'Agence tous risques (1985), MacGyver (1986), Supercopter (1986), La Fête à la maison (1988), Arabesque (1995), Friends (1997), Star Trek: Voyager (1997), X-Files : Aux frontières du réel (2000), Six Feet Under (2001), etc.
Depuis 2005, elle n'apparaît plus à l'écran (à l'exception d'un petit rôle dans le film Loving Annabelle), mais
prête sa voix au personnage de Francine Smith dans la série animée à succès American Dad! (plus de 300 épisodes).
Wendy Schaal a été mariée à Stephen M. Schwartz de 1977 à 1987. Ils ont eu un fils, Adam Victor Schwartz, un musicien.

## Filmographie

### Cinéma
- 1976 : En route pour la gloire (Bound for Glory) : Mary Jo Guthrie (Woody's sister)
- 1978 : Record City (en) : Lorraine
- 1984 : Where the Boys Are : Sandra Roxbury
- 1985 : Créature (Creature) : Beth Sladen
- 1987 : Munchies : Marge Mavalle
- 1987 : L'Aventure intérieure (Innerspace) : Wendy
- 1987 : Miracle sur la 8e rue (*batteries not included) : Pamela
- 1988 : Les Feux de la nuit (Bright Lights, Big City) : Additional Voices (voix)
- 1989 : Les Banlieusards (The 'burbs) de Joe Dante : Bonnie Rumsfield
- 1990 : Going Under : Jan Michaels
- 1994 : Red Shoe Diaries 9: Hotline : (segment Hotline)
- 1994 : L'été de mes onze ans, la suite (My Girl 2) : Emily Pommeroy
- 1998 : Small Soldiers : Marion Fimple
- 2001 : Vacances sous les tropiques (Holiday in the Sun) (vidéo) : Jill
- 2006 : Loving Annabelle : Senator Tillman

### Télévision
- 1976 : Rhoda (série télévisée) : Jan (deux épisodes)
- 1976 : Welcome Back, Kotter (série télévisée)
- 1977 : Fish (série télévisée) : Peggy
- 1979 : Family (série télévisée) : Sarah
- 1979 : La Petite Maison dans la prairie (Little House on the Prairie) (série télévisée) : Christie Norton
- 1980 : It's a Living (série télévisée) : Vicki Allen
- 1980 : L'Île fantastique (Fantasy Island) (série télévisée) : Julie
- 1982 : Strike Force (en) (série télévisée)
- 1982 : Love, Sidney (série télévisée)
- 1982 : La croisière s'amuse (The Love Boat) (série télévisée) : Elaine Hamilton
- 1982 : Les Jours heureux (Happy Days) (série télévisée) : Lorraine
- 1983 : AfterMASH (série télévisée) : Bonnie Hornbeck
- 1984 : Fatal Vision (TV) : Colette MacDonald
- 1984 : Espion modèle (Cover Up) (série télévisée) : Rebecca
- 1985 : K 2000 (Knight Rider) (série télévisée) : Jamie Downs
- 1985 : Finder of Lost Loves (en) (série télévisée) : Emma Tate
- 1985 : Agence tous risques (The A-Team) (série télévisée) : Karen
- 1986 : MacGyver (série télévisée) : Karen Blake
- 1986 : Supercopter (Airwolf) (série télévisée) : Marilyn Kelsey
- 1986 : Histoires fantastiques (Amazing Stories) (série télévisée) : Sheena
- 1987 : Tales from the Hollywood Hills: Pat Hobby Teamed with Genius (TV) : Nurse Earle
- 1987 : When the Time Comes (TV) : Laura
- 1987 : Mes deux papas (My Two Dads) (série télévisée) : Christine
- 1988 : Mutts (TV) : Janice Gillman
- 1988 : La Fête à la maison (Full House) (série télévisée) : Vivian
- 1988 : Tribunal de nuit (Night Court) (série télévisée) : Diane
- 1989 : Dear John (série télévisée) : Lisa
- 1989 : Nearly Departed (série télévisée) : Liz Dooley
- 1990 : Good Grief (série télévisée) : Debbie Lapidus
- 1992 : Bienvenue en Alaska (Northern Exposure) (série télévisée) : Tammy Tambo
- 1993 : Red Shoe Diaries (série télévisée)
- 1994 : Runaway Daughters (TV) : Mrs. Cahn
- 1994 : Reform School Girl (TV) : Velmont Girl
- 1995 : Arabesque (Murder, She Wrote) (série télévisée) : Zulika Brown
- 1995 : Out There (TV) : Paige Davis
- 1995 : Hope & Gloria (série télévisée) : Nurse Nancy
- 1995 : The John Larroquette Show (série télévisée) : Brenda
- 1997 : Friends (série télévisée) : Jeanine
- 1997 : Star Trek : Voyager (série télévisée) : Charlene
- 1997 : Fired Up (série télévisée) : Susan
- 2000 : X-Files : Aux frontières du réel (The X Files) (série télévisée) : Martha Crittendon
- 2001 : Boston Public (série télévisée) : Mrs. Callie Webb
- 2001 : Les Associées (The Huntress) (série télévisée) : Helena Barsamian
- 2001 : Six Feet Under (série télévisée) : Vickie Dimas
- 2002 : Providence (série télévisée) : Nancy Neiman
- 2002 : Boomtown (série télévisée) : Darlene Beechem
- 2004 -présent : American Dad! (série télévisée) : Francine Smith